# マイケル・アンサラ
マイケル・アンサラ（Michael George Ansara, 1922年4月15日 - 2013年7月31日）は、アメリカ合衆国の俳優、声優。

## 来歴
フランス委任統治領シリア（現・シリア）に、レバノン人の子として生まれる。2歳の時にアメリカ合衆国に移住し、マサチューセッツ州ローウェルで育つ。ロサンゼルス・シティー・カレッジ卒業。
1950年代に映画・テレビドラマとも主に西部劇に出演、インディアン役を多く演じた。また、スタートレックのテレビシリーズ『宇宙大作戦』、『スタートレック:ディープ・スペース・ナイン』、『スタートレック:ヴォイジャー』の3シリーズでクリンゴン人のカング (Kang)を演じた。「スター・トレック・シリーズ」でシリーズをまたいで同じキャラクターを同じ俳優が演じた数少ない事例である。晩年はテレビアニメシリーズ『バットマン』でミスター・フリーズの声優も務めた。
2013年7月31日、アルツハイマー病による合併症のため死去。91歳。

### 私生活

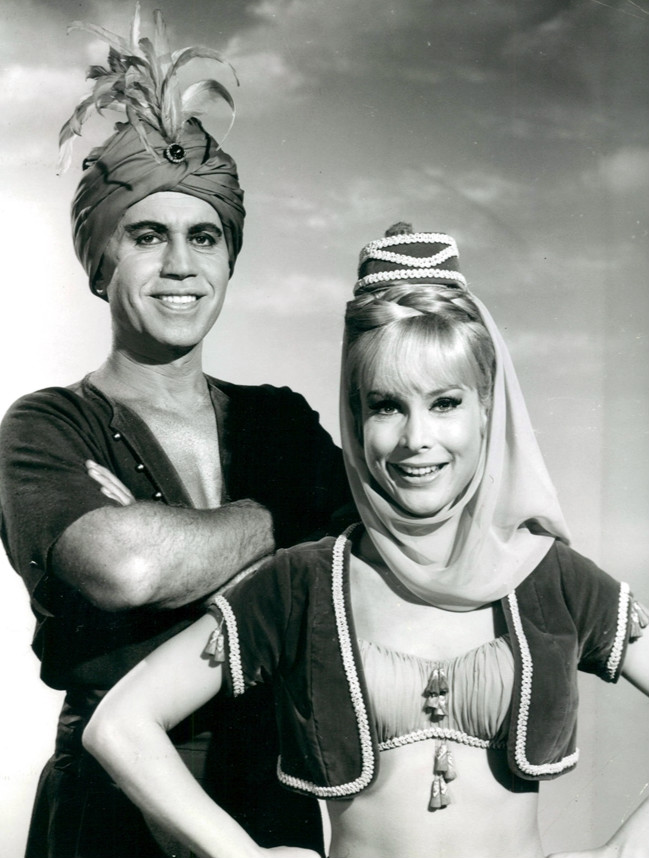
『かわいい魔女ジニー』出演時。右は当時の妻でもあったバーバラ・イーデン。

私生活では3度結婚し、2人目の妻はテレビドラマ『かわいい魔女ジニー』でジニーを演じたバーバラ・イーデン（1958年 - 1974年）。バーバラとの間に誕生した息子のマシュー・アンサラも俳優になったが、2001年に薬物の過剰摂取により35歳で死去している。なお、2人はハリウッドの墓地で隣り合って眠っている。

## 主な出演作品

### 映画
- アラブの陰謀 Action in Arabia (1944)
- 砂漠の鷹 The Desert Hawk (1950)
- 印度の放浪児 Kim (1950)
- 勇者のみ Only the Valiant (1951)
- 腰抜けモロッコ騒動 My Favorite Spy (1951)
- 国務省の密使 Dipromatic Courier	(1952)
- バリ島珍道中 Road to Bali (1952)
- コルシカの嵐 The Bandits of Corsica (1953)
- 聖衣 The Robe (1953)
- ジュリアス・シーザー Julius Caesar (1953)
- 決斗!一対三 The Lawless Breed (1953)
- 蛮地の太陽 White Witch Doctor (1953)
- エジプト人 The Egyptian (1954)
- 高原の三銃士 Three Young Texans (1954)
- 進め! ベンガル連隊 Bengal Brigade (1954)
- 異教徒の旗印 Sign of the Pagan (1954)
- 十戒 The Ten Commandments (1956)
- 白人部隊撃滅 Pillars of the Sky (1956)
- 見知らぬ渡り者 The Tall Stranger (1957)
- 底抜け一等兵 The Sad Sack (1957)
- 地球の危機 Voyage to the Bottom of the Sea (1961)
- コマンチェロ The Comancheros (1961)
- 偉大な生涯の物語 The Greatest Story Ever Told (1965)
- ハレム万才 Harum Scarum (1965)
- テキサス Texas Across the River (1966)
- 国際秘密結社 How I Spent My Summer Vacation (1967) テレビ映画
- 追いつめて殺せ! Sol Madrid (1968)
- ダイヤモンド強奪作戦 The Pink Jungle (1968)
- 海底大脱走 Daring Game (1968)
- ターゲット・ハリー Target: Harry (1969)
- 新・荒野の七人 馬上の決闘 Guns of the Magnificent Seven (1969)
- シークレット・フィンガー/史上最強の美女軍団 The Doll Squad (1973)
- 遥かなる子熊の森 The Bears and I (1974)
- 悪魔の赤ちゃん It's Alive (1974)
- ザ・メッセージ The Message (1976)
- アニマル大戦争 Day of the Animals (1977)
- マニトウ The Manitou (1978)
- KGB闇の戦士 KGB: The Secret War (1985) テレビ映画
- トップレディを殺せ Assassination (1986)

### テレビドラマ
- ヒッチコック劇場 Alfred Hitchcock Presents (1956)
- ブロークン・アロー Broken Arrow (1956 - 1958)
- ライフルマン The Rifleman (1959)
- アパッチ保安官 Law of the Plainsman (1959 - 1960)
- アンタッチャブル The Untouchables (1960 - 1961)
- 幌馬車隊 Wagon Train (1961 - 1963)
- ローハイド Rawhide (1963 - 1964)
- バージニアン The Virginian	(1965 - 1966)
- 西部の王者ダニエル・ブーン Daniel Boone (1966)
- ガンスモーク Gunsmoke (1966 - 1967)
- タイムトンネル The Time Tunnel (1966 - 1967)
- かわいい魔女ジニー I Dream of Jeannie (1966 - 1970)
- 宇宙大作戦 Star Trek (1966 - 1969)
- 遥かなる西部 Centennial (1978 - 1979) ミニシリーズ
- 25世紀の戦士キャプテン・ロジャース Buck Rogers in the 25th Century (1979 - 1981)
- スタートレック:ディープ・スペース・ナイン Star Trek : Deep Space Nine (1994 - 1996)
- スタートレック:ヴォイジャー Star Trek : Voyager (1996)

### 声優
- バットマン Batman (1992 - 1994)
- バットマン The New Batman Adventures (1998)
- バットマン サブゼロ 凍りついた愛 Batman & Mr. Freeze: SubZero (1998) オリジナルビデオ
- バットマン・ザ・フューチャー Batman Beyond (1999 - 2001)